# オー (アンドイ)
オー (Å) は、ノルウェーのヌールラン県アンドイの領域内に位置する村。アンドフィヨルドに沿ったアン島の東海岸に位置している。ドベルベルグの村が北方8キロメートル (5.0 mi)に、オーセの村が南方5キロメートル (3.1 mi)にある。村落名を表示した標識類は、しばしばノベルティとして盗まれてしまい、作り直されている。

## 名称
この村は、元々は一つの農場であったが、1567年に「Aa」として初めて記録された。この名は、古ノルド語で「川」ないし「小川」を意味する「á」に由来している。